# Andreas Maislinger

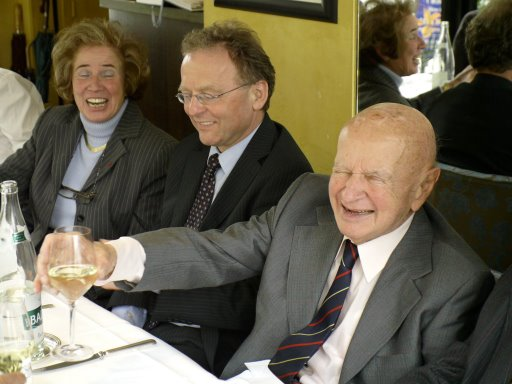
Andreas Maislinger (centro).

Andreas Maislinger (St.Georgen/Salzburgo, 26 de febrero de 1955) es un politólogo y activista austriaco. Es fundador del Servicio austriaco de la memoria. 
Maislinger estudió Derecho y ciencias políticas en Salzburgo. Amplió su formación estudiando también historia de Europa en Viena, a la vez que cursaba estudios en las universidades de Fráncfort e Innsbruck. En 1980 se doctoró con una tesis sobre "Problemas de la política defensiva austriaca".
Luego trabajó en el Instituto de ciencias políticas de Innsbruck, en la Universidad de Nueva Orleans, y en la Humboldt de Berlín, así como en la Universidad judía de Jerusalén. En los años 1980-81 trabajó con el Servicio de Acción por la Reconciliación por la Paz de Alemania (Aktion Sühnezeichen/Friedensdienste), y trasladó esta idea a Austria. En 1991 consiguió, con el apoyo del antiguo Ministro de Finanzas Franz Löschnak, que también jóvenes austriacos pudiesen prestar su servicio civil en lugares de memoria del Holocausto en el extranjero. En 1982 participó en la formación del círculo de trabajo de iniciativas independientes por la paz en Austria (Arbeitsgemeinschaft unabhängiger Friedensinitiativen Österreichs).
En 1986 fue uno de los fundadores de la asociación austro-israelí del Tirol (Österreichisch – Israelischen Gesellschaft Tirol). 
Desde 1992 Maislinger es director de la organización histórico-científica jornadas de la historia contemporánea de Braunau, cuya misión es la de recordar e ilustrar la historia contemporánea de la ciudad de Braunau am Inn.
Maislinger es fundador de una organización que tiene la misión de mantener vivo siempre el recuerdo del Holocausto (Servicio austriaco de la memoria) a cuyo frente está desde 1997. Desde ese puesto se ha comprometido en diversas cuestiones sociales, como han sido la abolición del servicio militar y la enseñanza del holocausto en las escuelas.
En 1996 Maislinger colaboró con el periódico "Jüdischen Rundschau" (considerado el portavoz de los judíos de Austria) y con numerosas otras revistas de Innsbruck. En 1998 creó la asociación sin ánimo de lucro Servicio austriaco en el extranjero. También se ha comprometido en proyectos destinados a ayudar a los estudiantes jóvenes que carecen de medios.
Desde 2003 dirige el periódico "Georg-Rendl-Symposion", del que es además fundador, dedicado a la vida y sobre todo a la obra de Georg Rendl, al que Maislinger conoció siendo niño en St. Georgen.
En 2005, el presidente federal Heinz Fischer le concedió la Insignia Honorífica de plata en recompensa a los servicios prestados a la República de Austria.
Maislinger propuso en 2000 que la casa de Braunau am Inn, en la que nació Adolf Hitler se utilizara para instalar en ella una Casa de la Responsabilidad (Haus der Verantwortung).